# Francisco Garza Gutiérrez
Francisco Garza Gutiérrez (14 de març de 1904 - 30 d'octubre de 1965) fou un futbolista mexicà.

## Selecció de Mèxic
Va formar part de l'equip mexicà a la Copa del Món de 1930.